# Tony Britton

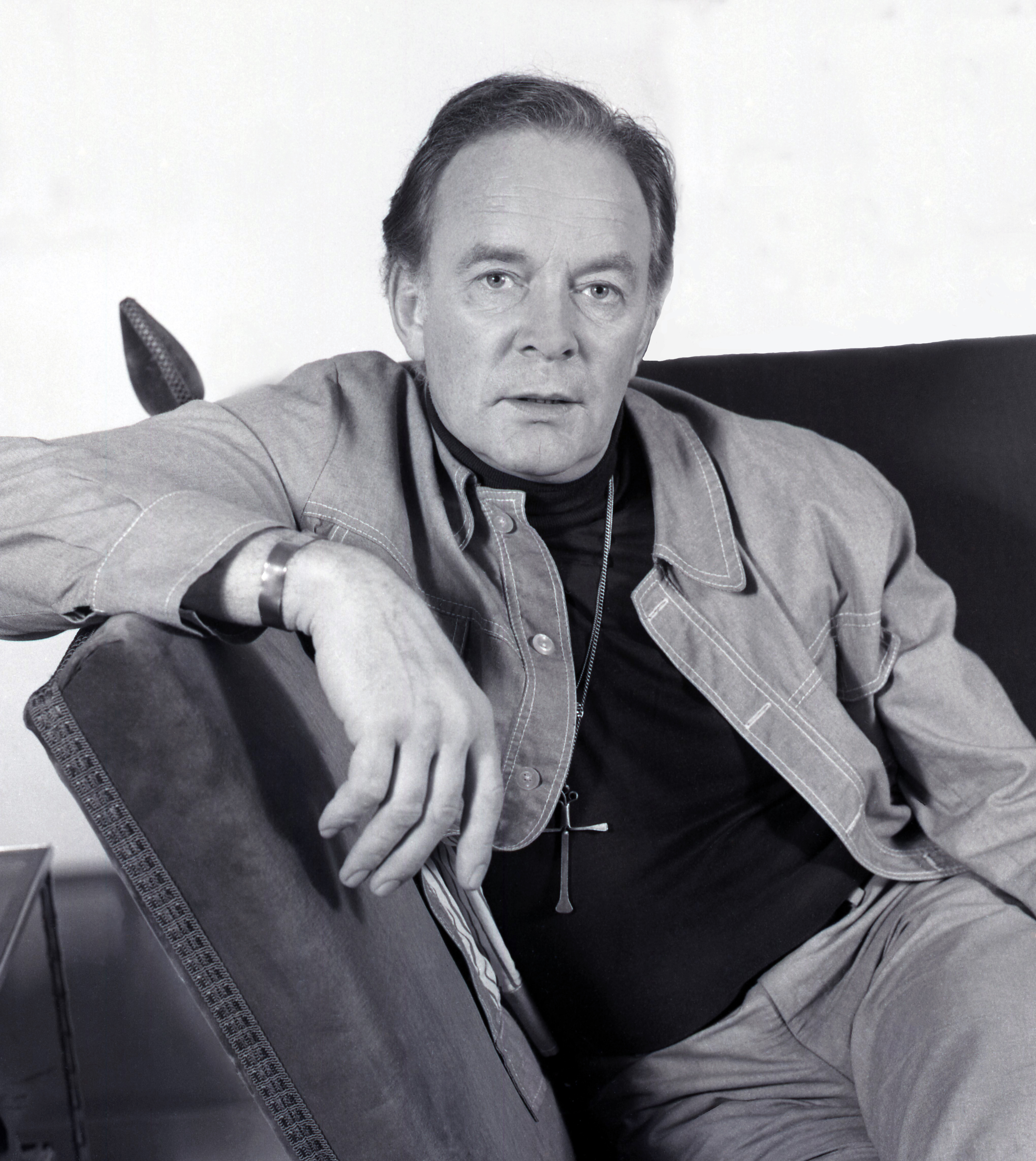
Britton im Jahr 1972 (Foto von Allan Warren)

Anthony Edward Lowry „Tony“ Britton (* 9. Juni 1924 in Birmingham; † 22. Dezember 2019) war ein britischer Film- und Theaterschauspieler. Als Charakterdarsteller war Britton in Filmen wie Sunday, Bloody Sunday, Der Schakal und Das Geheimnis der Agatha Christie zu sehen. Sein Schaffen umfasst knapp 80 Film- und Fernsehauftritte.

## Leben
Britton wurde 1924 als Sohn von Doris Marguerite und Edward Leslie Britton geboren. Er besuchte die Edgbaston Collegiate School in Birmingham sowie die Thornbury Grammar School in Gloucestershire, ehe er im Zweiten Weltkrieg in die British Army einberufen wurde. Nach dem Krieg wurde Britton Mitglied in einem Amateurtheater in Weston-super-Mare, mit dem er im Londoner Old Vic Theatre sowie bei der Royal Shakespeare Company auftrat.
1950 hatte Britton seine erste kleine Filmrolle in Waterfront. In den folgenden Jahren spielte er in mehreren Dutzend britischen Produktionen mit, darunter mehrere Hauptrollen. Zudem war er 1960 in der dänischen Produktion Kein Pardon nach Mitternacht zu sehen. In den 1970ern folgten Brittons bekannteste Filmauftritte. So spielte er 1971 eine größere Nebenrolle als George Harding im Drama Sunday, Bloody Sunday. 1973 verkörperte Britton die Rolle des Inspector Thomas im Thriller Der Schakal, der seinen französischen Kollegen Claude Lebel (Michael Lonsdale) bei der Ergreifung des als Schakal bezeichneten Auftragsmörders unterstützt. Im selben Jahr folgte ein Auftritt im Psychothriller Die Nacht der tausend Augen, wo er als Tony an der Seite von Elizabeth Taylor und Laurence Harvey zu sehen war.
1977 war Britton in der Rolle des Kapitän Lawton im Abenteuerfilm Caprona 2. Teil zu sehen. 1979 spielte er William Collins in dem auf wahren Begebenheiten beruhenden Filmdrama Das Geheimnis der Agatha Christie neben Dustin Hoffman, Vanessa Redgrave und Timothy Dalton.
Neben seiner Filmkarriere trat Britton zudem in verschiedenen Fernsehserien auf. Für seine Darstellung in der Miniserie The Nearly Man erhielt er 1975 den Broadcasting Press Guild Award. Für dieselbe Rolle wurde Britton zudem 1976 für einen BAFTA TV Award als bester Schauspieler nominiert. In der Serie verkörperte er als Hauptdarsteller einen Abgeordneten der Labour Party. Von 1983 bis 1990 spielte Britton zudem die Hauptrolle in der britischen Sitcom Don’t Wait Up. Er trat außerdem als Gaststar in weiteren Fernsehserien wie Simon Templar auf.
Auch im hohen Alter wirkte Britton noch an Theaterproduktionen mit. So war er 2007 in einer Aufführung der Middle Ground Theatre Company von The Importance of Being Earnest zu sehen. Im September 2013 verkörperte der mittlerweile 89-jährige Schauspieler die Rolle des Graf von Glouchester in William Shakespeares König Lear in einer von Jonathan Miller geleiteten Galavorstellung im Londoner Old Vic Theatre.
Britton war zweimal verheiratet. Seine erste Ehe mit Ruth Hawkins (1924–2018) wurde geschieden. Das Paar hat mit der Drehbuchautorin Cherry Britton und der Fernsehmoderatorin Fern Britton zwei Töchter. Aus der zweiten Ehe mit Eva Castle Britton stammt sein Sohn Jaspar Britton, der ebenfalls als Schauspieler tätig ist. Britton starb im Dezember 2019 im Alter von 95 Jahren.

## Filmografie (Auswahl)
- 1950: Waterfront
- 1950: Frau im Netz (Cage of Gold)
- 1952: Salute the Toff

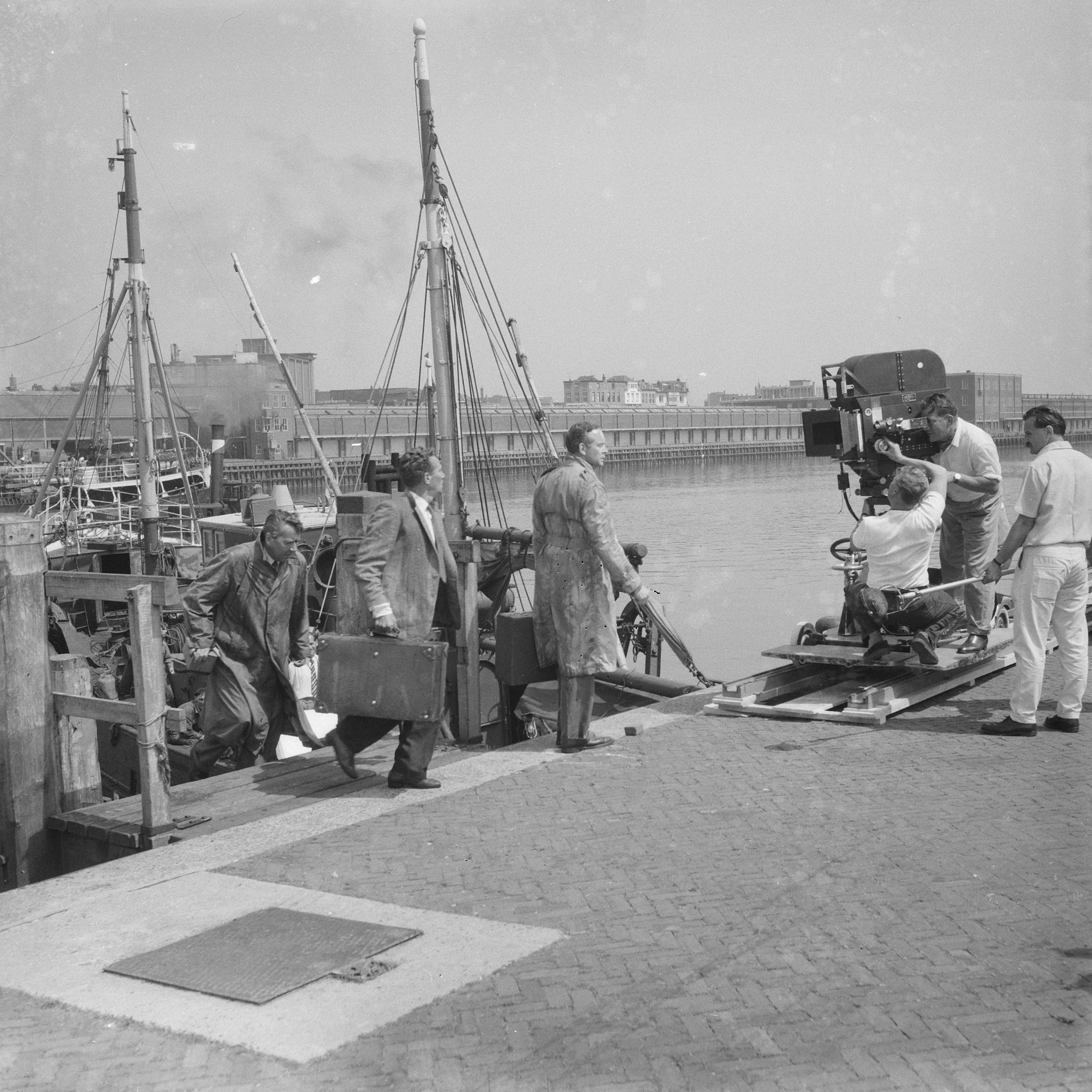
Tony Britton (dritter von links) neben Peter Finch bei Dreharbeiten zu Operation Amsterdam (1958)

- 1956: Heirate nie in Monte Carlo (Loser Takes All)
- 1957: Das Geburtstagsgeschenk (The Birthday Present)
- 1958: Hinter der Maske (Behind the Mask)
- 1959: The Heart of a Man
- 1959: Operation Amsterdam
- 1959: Das Bittere und das Süße (The Rough and the Smooth)
- 1960: Kein Pardon nach Mitternacht (Den sidste vinter)
- 1960: Suspect
- 1962: Gefährliche Stunden in Dartmoor (The Break)
- 1968: Simon Templar (The Saint; Fernsehserie, eine Folge)
- 1970: Ein Mädchen in der Suppe (There's a Girl in My Soup)
- 1971: Sunday, Bloody Sunday
- 1971: Mr. Forbush and the Penguins
- 1973: Der Schakal (The Day of the Jackal)
- 1973: Die Nacht der tausend Augen (Night Watch)
- 1975: The Nearly Man (Miniserie, acht Folgen)
- 1977: Caprona 2. Teil (The People That Time Forgot)
- 1979: Das Geheimnis der Agatha Christie (Agatha)
- 1983–1990: Don’t Wait Up (Fernsehserie, 39 Folgen)
- 1989: Countdown to War (Fernsehfilm)
- 2001/2005: Doctors (Fernsehserie, zwei Folgen)
- 2012: Run for Your Wife